# Weiß (Album)
Weiß, auch Weißes Album genannt, ist das achte Studioalbum der deutschen Rockband Böhse Onkelz. Es erschien zusammen mit dem Album Schwarz am 4. Oktober 1993 über das Label Bellaphon Records. Das Konzept der beiden Alben mit den Farben Weiß und Schwarz soll die Dualität des Lebens widerspiegeln.

## Entstehungsgeschichte
Zur Bedeutung des Konzeptes der Alben Weiß und Schwarz schrieb die Band 1994 im ersten Fanzine für den offiziellen Fanclub B.O.S.C.: „Ein schwarzes und ein weißes Album sollte es sein! Gut und Böse, Schwarz und Weiß, Sonne und Mond, A-Z. Die Dualität des Lebens, die sich in den Texten widerspiegelt, sollte auch auf den LP-Covers wiederzufinden sein. Sie sollen jeden auf den ersten Blick zum Nachdenken bringen.“
Während der Entstehungsphase der Alben Weiß und Schwarz war Sänger Kevin Russell schwer drogenabhängig.
Viele Ideen für neue Lieder entstanden durch Eindrücke, die Stephan Weidner während Reisen zum Beispiel zusammen mit Sven Väth im Frühjahr 1993 in Indien und Nepal oder durch das Lesen von Büchern sammelte.
Auf diesem Album nahmen die Onkelz erneut Stellung zur Neonazi-Szene und distanzierten sich von dieser (dies wird im Song Deutschland im Herbst deutlich). 
Musikalisch haben sich die Onkelz auf diesem Album weiterentwickelt. Es gibt ruhige wie auch schnelle Lieder.
Die beiden Alben waren die letzten, die bei Bellaphon Records erschienen, da mit ihnen der Vertrag, laut dem die Band zur Veröffentlichung von drei Studioalben inklusive einer Live-Option innerhalb von vier Jahren verpflichtet war, über seine Maße erfüllt wurde. Laut eigenen Angaben war die Band zu dieser Zeit recht unzufrieden mit dem Frankfurter Label, weswegen sie sich nun auf dem Musikmarkt nach einem neuen Vertrag umschauen wollten.

## Covergestaltung
Das Cover ist komplett in weiß gehalten. Zum einen wird der Name der Band durch Blindenschrift dargestellt, zum anderen durch das Fingeralphabet. Ganz schwach kann man in der Mitte auch den Bandnamen Böhse Onkelz in typischer Schrift erkennen.

## Titelliste
| #  | Titel                         | Länge |
| -- | ----------------------------- | ----- |
| 1  | Lieber stehend sterben        | 4:00  |
| 2  | Entfache dieses Feuer         | 4:21  |
| 3  | Das Wunder der Persönlichkeit | 5:15  |
| 4  | Fahrt zur Hölle               | 3:33  |
| 5  | Alles F.a.M.                  | 3:38  |
| 6  | Willkommen                    | 3:08  |
| 7  | Für immer                     | 5:38  |
| 8  | Deutschland im Herbst         | 4:34  |
| 9  | Es                            | 4:33  |
| 10 | Sie hat ’nen Motor            | 2:57  |
| 11 | Tribute to Stevie             | 1:51  |
| 12 | Schöne neue Welt              | 4:38  |

## Informationen zu einzelnen Liedern
Entfache dieses Feuer
Das Lied wird von den Onkelz als ein Aufruf verstanden, sich selbst und sein eigenes Handeln zu betrachten, bevor man sich über andere beschwert. Im Text tauchen zur Entstehungszeit aktuelle Ereignisse für Dinge, die zu ändern sind, auf. Beispielsweise der Jugoslawien-Krieg oder die Rassenunruhen in Los Angeles. „Das hier ist euer Erbe, und wenn's euch nicht gefällt, dann werdet bess're Menschen und ihr kriegt 'ne bess're Welt.“
Das Wunder der Persönlichkeit
In diesem Lied geht es um die Einmaligkeit und Individualität, die jeder Mensch besitzt. Es ist gespickt mit Zitaten – so bediente Stephan Weidner sich etwa bei Hermann Hesse.
Fahrt zur Hölle
In diesem Lied kritisiert die Band die Presse. Die Zeile: „Für die Blinden und die Tauben noch ein allerletztes Mal.“ im Refrain nimmt Bezug auf die Blinden- und Fingersprache auf den Covern der Alben Weiß und Schwarz.
Für immer
Dieses Lied ist eines der sehr ruhigen auf diesem Album. Erneut bediente sich Weidner bei Hermann Hesse für diesen Song, den er für seine damalige persische Freundin Nika geschrieben hatte.
Deutschland im Herbst
Mit Textzeilen wie etwa „Ich sehe blinden Hass, blinde Wut.“ und „Ich sehe braune Scheiße töten.“ macht die Band in diesem Lied ihre ablehnende Einstellung zu Rassismus und den Ausschreitungen in Rostock-Lichtenhagen im Jahr 1992 klar.
Im Dezember 1993 äußerte sich Stephan Weidner dazu in einem Interview mit dem Titel Für die Tauben und die Blinden... in der Zeitschrift Rock Hard:

„Die Vorfälle im letzten Jahr, Rostock, Mölln, und so weiter, sind an uns nicht spurlos vorbeigegangen. ‚Deutschland im Herbst‘ ist unsere Reaktion auf diese Ausschreitungen, und die Wortwahl zeigt deutlich, was wir davon halten: ‚Braune Scheiße‘, das sind diese Chaoten für mich, nicht mehr und nicht weniger.“

Götz Kühnemund vom Musikmagazin Rock Hard und Andrea Nieradzik vom Musikmagazin Metal Hammer hoben das Lied in ihren Rezensionen zum Album positiv hervor.
Sie hat ’nen Motor
Das Lied handelt von einem Motorrad. Die Textstelle: „Ich schau’ dir in die Schrauben, Kleines“ ist ein abgewandeltes Zitat aus dem Film Casablanca, wo es „Ich schau' dir in die Augen, Kleines“ heißt.
Schöne neue Welt
Das Zitat „Schöne neue Welt, unsere Feinde sind wir selbst – so sterben Träume!“ bezieht sich auf Aldous Huxley Utopie Schöne neue Welt. Am Ende des Liedes werden die Krisenherde der Welt aufgezählt (Aserbaidschan, Bosnien-Herzegowina, Serbien, Algerien, Kasachstan, Tadschikistan, Kroatien, Türkei, Moldawien, Afghanistan usw.) abwechselnd mit dem Kommentar „ethnischer Hass“.

## Rezeption
| Professionelle Bewertungen | Professionelle Bewertungen |
| -------------------------- | -------------------------- |
| Kritiken                   |                            |
| Quelle                     | Bewertung                  |
| Rock Hard                  | [ 11 ]                     |
| Metal Hammer               | [ 12 ]                     |

Götz Kühnemund vom Musikmagazin Rock Hard bewertete Weiß 1993 in der Ausgabe Nr. 79 zusammen mit dem Album Schwarz als Gesamtwerk mit 8,5 von zehn möglichen Punkten. Er lobte die Covergestaltung als „originell“ und interpretierte das Konzept der beiden Alben als „Dualität des Lebens, um Gut & Böse und um Schwarzweißmalerei allgemein“ und bezog es auf das Verhältnis der Band zur deutschen Presse, die seiner Meinung nach immer noch nicht begriffen hätte, welche Wandlung die Band durchgemacht habe und wie aussagefähig sie damit in politischer Hinsicht geworden seien. Er hob dabei das Lied Deutschland im Herbst vom Album Weiß als „unmissverständlichen Anti-Nazi-Song“. Zum musikalischen Inhalt der Alben schrieb er:

„...aber eines sei zumindest gesagt: Diese beiden neuen ONKELZ-Alben gehören gerade in textlicher Hinsicht zum Besten, was derzeit auf dem deutschsprachigen Markt zu finden ist. Kommen wir zur Musik. Die Frage ist: Mußten es unbedingt zwei Alben sein, hätte nicht auch eins genügt? Antwort: Wenn es lediglich darum gegangen wäre, eine typische ONKELZ-Scheibe mit durchgehend dreckigen Rock'n'Roll-Nummern zu produzieren, hätte man die Highlights unter den insgesamt 23 Songs sicher auf ein längeres Album packen können - aber dann hätte man auf ein paar musikalische Experimente verzichten müssen, die durchaus ihren Reiz haben, wie z. B. die ONKELZ-untypischen Instrumentalnummern 'Tribute To Stevie' und 'Baja'. Somit hat die Veröffentlichung von zwei einzelnen Scheiben ihre Berechtigung. Was das Zusammenspiel der Band betrifft, so sind die ONKELZ im Vergleich zu früheren Scheiben wesentlich tighter und musikalischer geworden. Vor allem Gitarrist Gonzo überrascht mit seinen simplen, aber ausnahmslos treffsicheren Soli, die in keinem einzigen Stück überflüssig wirken. Kevin dagegen sorgt mit seiner unvergleichlichen Whisky-Röhre immer für den nötigen Dreck und klingt auch in ruhigeren Momenten überzeugender als früher. Trotz des größeren Abwechslungsreichtums sind die ONKELZ aber immer dann am besten, wenn sie richtig zur Sache gehen - wie in 'Lieber stehend sterben', 'Fahrt zur Hölle', 'Deutschland im Herbst', 'Schöne neue Welt', 'So geht's dir', 'Das Messer und die Wunde' oder 'Worte der Freiheit' (absoluter Höhepunkt). Unterm Strich bleiben nur wenige Ausfälle, die den ansonsten überzeugenden Eindruck aber nicht schmälern können. Beeindruckende Leistung.“

Andrea Nieradzik vom Musikmagazin Metal Hammer bewertete das Album am 1. Dezember 1993 mit fünf von sieben möglichen Punkten. Sie schrieb über das Album:

„Onkelz, die Zweite. Zu Recht ist zwar die Schwarze in diesem Soundcheck besser bewertet worden, doch die Unterschied sind verschwindend gering - deshalb auch die gleiche Benotung meinerseits. Wollte man wirklich böswillig sein, könnte man den pathetischen Opener 'Lieber stehend sterben' noch am ehesten dem ehemaligen Onkelz-Image zurechnen - wäre man böswillig, wie gesagt. Ansonsten müßte man vergeblich suchen. Texte wie 'Deutschland im Herbst' sind ein klares Statement, dem eigentlich nicht mehr viel hinzuzufügen ist. 'Alles F.a.M.' (Fotzen außer Mutti) ist, äh, na ja, sagen wir, nicht unbedingt das, was meine Mutti geschmackvoll finden würde - aber die Aussage geht schon okay. Erwähnung finden sollte auch das Instrumental 'Tribute to Stevie' (Ray Vaughn), bei dem Gitarrist Gonzo mal richtig zum Zuge kommt. Musikalisch insgesamt völlig in Ordnung und inhaltlich unbedenklich (ich hab's allerdings noch nicht rückwärts gehört...).“

## Kommerzieller Erfolg

### Chartplatzierungen
Das Album stieg in der 42. Kalenderwoche des Jahres 1993 auf Platz 77 in die deutschen Albumcharts ein und konnte sich in den folgenden Wochen auf die Positionen 65 und 11 steigern, bevor es die Höchstplatzierung 10 erreichte. Insgesamt hielt sich Weiß 13 Wochen in den Top 100.
| ChartsChartplatzierungen | Höchstplatzierung | Wochen |
| ------------------------ | ----------------- | ------ |
| Deutschland (GfK)        | 10 (13 Wo.)       | 13     |
| Österreich (Ö3)          | 16 (16 Wo.)       | 16     |
| Schweiz (IFPI)           | 37 (2 Wo.)        | 2      |

### Auszeichnungen für Musikverkäufe
Im Jahr 2003 erhielt das Album für über 250.000 verkaufte Einheiten in Deutschland eine Goldene Schallplatte.
| Land/Region        | Auszeichnungen für Musikverkäufe (Land/Region, Auszeichnung, Verkäufe) | Verkäufe |
| ------------------ | ---------------------------------------------------------------------- | -------- |
| Deutschland (BVMI) | Gold                                                                   | 250.000  |
| Insgesamt          | 1× Gold ·                                                              | 250.000  |